# Hovhannes-Smbat III de Armenia
Hovhannes-Smbat III fue Rey de Ani (1020–1040). Sucedió a su padre Gagik I (989–1020) como primogénito y legal heredero al trono.

## Vida
Su entronización en 1020 contó con la enconada oposición de su hermano más joven Ashot, que un año más tarde se rebeló contra él, conduciendo sus fuerzas a Ani, la capital, rodeando y conquistando la ciudad, destronando a su hermano Hovhannes-Smbat III y usurpando el poder.
Pero tras un acuerdo entre ambos, Ashot accedió a retirar las fuerzas rebeldes de Ani y dejar a su hermano como legítimo rey de  Ani y los territorios circundantes, mientras que él sería entronizado como rey concurrente de las provincias más cercanas a Persia y Georgia.
El reinado de Hovhannes-Smbat III de Ani continuó (1020–1040), y también el de Ashot IV  (1021–1039). Pese al acuerdo, los enfrentamientos militares continuaron entre ambos hermanos, debilitando seriamente el reino armenio. 
Durante el reinado de Smbat III, se produjeron otras rebeliones. David, un poderoso señor feudal de las provincias orientales, curopalates bizantino y señor de Taik (Tao) (Ispir y Olti), se enfrentó a los musulmanes, ocupando un amplio territorio que llegaba hasta Manazkert. David gobernó las regiones liberadas de forma independiente de la jurisdicción del rey de Ani, Hovhannes-Smbat, y siendo súbdito del Imperio bizantino, todo este territorio pasó a ser ocupado por las fuerzas del emperador Basilio II.
| Precedido por Gagik I | Rey de Armenia (Armenia Bagrátida) como rey de Ani 1020–1040 junto con Ashot IV (Rey en otras provincias) (1021-1039) | Sucedido por Gagik II |

- Datos: Q2403773
- Multimedia: Hovhannes-Smbat III of Armenia / Q2403773